# Tjitte Weistra
Tjitte Weistra (* 2. Dezember 1975) ist ein niederländischer Badmintonspieler.

## Karriere
Tjitte Weistra siegte 1995 bei den Puerto Rico International, 1997 bei den Scottish Open. Bei der Weltmeisterschaft 1999 reichte es dagegen nur zu Platz 17. Weitere Turniergewinne folgten bei den Puerto Rico International, den Peru International, den Mexico International und der Carebaco-Meisterschaft. Er wechselte später als spielender Trainer nach Peru und in der Folge 2004 nach Neuseeland. 2011 wurde er O35-Weltmeister.

## Sportliche Erfolge
| Saison | Veranstaltung             | Disziplin    | Platz | Name                            |
| ------ | ------------------------- | ------------ | ----- | ------------------------------- |
| 1995   | Puerto Rico International | Herrendoppel | 1     | Tjitte Weistra / Cosmin Ioan    |
| 1997   | Scottish Open             | Herreneinzel | 1     | Tjitte Weistra                  |
| 1999   | Weltmeisterschaft         | Herreneinzel | 17    | Tjitte Weistra                  |
| 2000   | Chile International       | Herreneinzel | 1     | Tjitte Weistra                  |
| 2001   | Puerto Rico International | Mixed        | 1     | Tjitte Weistra / Lorena Blanco  |
| 2001   | Puerto Rico International | Herrendoppel | 1     | Tjitte Weistra / Cosmin Ioan    |
| 2001   | Puerto Rico International | Herreneinzel | 1     | Tjitte Weistra                  |
| 2001   | Peru International        | Mixed        | 1     | Tjitte Weistra / Doriana Rivera |
| 2001   | Peru International        | Herreneinzel | 1     | Tjitte Weistra                  |
| 2002   | Peru International        | Mixed        | 1     | Tjitte Weistra / Doriana Rivera |
| 2002   | Mexico International      | Mixed        | 1     | Tjitte Weistra / Doriana Rivera |
| 2002   | Carebaco-Meisterschaft    | Mixed        | 1     | Tjitte Weistra / Doriana Rivera |
| 2002   | Peru International        | Herreneinzel | 1     | Tjitte Weistra                  |
| 2002   | Mexico International      | Herreneinzel | 1     | Tjitte Weistra                  |
| 2002   | Carebaco-Meisterschaft    | Herreneinzel | 1     | Tjitte Weistra                  |
| 2011   | Weltmeisterschaft O35     | Herreneinzel | 1     | Tjitte Weistra                  |